# Съюз на съветските социалистически републики
Съю̀зът на съвѐтските социалистѝчески репу̀блики (СССР) (на руски: Сою́з Сове́тских Социалисти́ческих Респу́блик, СССР), наричан още Съвѐтски съю̀з (Сове́тский Сою́з) е историческа държава, разположена в северната част на Евразия. Тя е първата социалистическа държава в света. СССР съществува от 1922 до 1991 година. Представлява съюз на 15 отделни съюзни републики, има силно централизирано управление, еднопартийна система (единствена партия – КПСС) и планова икономика.
Към момента на разпада си, СССР заема почти 1⁄6 от населената площ на Земята с население от 293 милиона души, както и 2-ро място в света по индустриално производство – 16,5% от световния обем и 7-о място в света по национален доход (3,4%).
Образуването на Съветския съюз е последица от Октомврийската революция от 1917 г., когато болшевиките начело с Владимир Ленин свалят Временното правителство. На мястото на Руската република е създадена Руска социалистическа федеративна съветска република (по-късно преименувана на Руска съветска федеративна социалистическа република) и започва гражданска война между революционните „червени“ и контрареволюционните „бели“. Червената армия навлиза в територии на бившата Руска империя и помага на болшевиките по места да завземат властта чрез образуване на революционни съвети на работниците и селяните. През 1922 г. комунистите успяват да обединят няколко съветски социалистически републики – Руската, Закавказката, Украинската и Беларуската – в единен Съюз на съветските социалистически републики (накратко Съветски съюз). След смъртта на Ленин през 1924 г. настъпва кратък период на борба за надмощие в партията. В средата на 20-те години на XX век начело застава Йосиф Сталин. Той унищожава политическите си противници чрез масови арести на военни лидери, членове на комунистическата партия и обикновени граждани, които са изпратени в поправителни трудови лагери или са осъдени на смърт. СССР създава и прилага идеологията марксизъм-ленинизъм. След национализация на частната собственост и насилствена колективизация на земята започва развиването на планова икономика. В резултат на това страната преминава през период на бърза индустриализация и колективизация, постигайки експлозивен икономически растеж.
В началото на Втората световна война е подписан пактът Рибентроп-Молотов, който забавя конфронтацията между СССР и Германия. Въпреки това през юни 1941 г. германците нахлуват в СССР и започва Великата отечествена война. Съветските жертви по време на Втората световна война съставляват над 20 милиона при общо 60 милиона жертви на конфликта. Краят на военните действия на Източния фронт води до унищожаването на Третия райх, разделянето на Германия на две отделни държави и издигането на СССР като военна и индустриална суперсила, господстваща над Източна Европа. С края на войната започва противопоставяне между Източния и Западния блок, станало известно като Студената война.
Смъртта на Сталин през 1953 г. е последвана от период на политическа и икономическа либерализация, известен като десталинизация и размразяване при Хрушчов. Страната се развива бързо, като милиони селяни са преместени в индустриалните градове. СССР взема преднина в космическата надпревара, изпращайки в околоземна орбита първия изкуствен спътник – „Спутник-1“ и първия космонавт – Юрий Гагарин. През 1970 г. настъпва кратко разведряване на отношенията със САЩ, но напрежението се възобновява, когато Съветският съюз нахлува в Афганистан през 1979 г. Управлението на Леонид Брежнев от 1964 г. до 1982 г. често е критикувано като период на застой в СССР. За да го преодолее, в средата на 80-те години на XX век последният съветски лидер Михаил Горбачов започва реформи и либерализация на икономиката чрез политика на гласност и перестройка. Целта е да се запази ръководната роля на Комунистическата партия, но да се преодолее сериозната икономическа и социална стагнация. Вместо това политиката на Горбачов довежда до края на Студената война и поредица от събития в Централна и Източна Европа през есента на 1989 г., довели до падането на комунистическите режими в Източна Европа в рамките на няколко месеца. Силни националистически и сепаратистки движения се появяват и вътре в СССР. През март 1991 г. централната власт провежда референдум (бойкотиран от прибалтийските републики, Армения, Грузия и Молдова), на който мнозинството гласува за запазването на Съюза като обединение на суверенни държави. Това обаче не става поради последвалите събития през август 1991 г., когато е направен опит за държавен преврат, а голяма роля в организирането на съпротива на преврата изиграва Борис Елцин. Горбачов се завръща на власт, но тези събития трайно дестабилизират Съветския съюз и спомагат за забраната на КПСС, като в крайна сметка водят до разпадане на Съветския съюз. На 25 декември 1991 г. Горбачов подава оставка и останалите дванадесет съставни републики стават независими държави, обединени в регионална организация Общност на независимите държави. Руската федерация поема правата и задълженията на бившия Съветски съюз и е призната за негов правоприемник.

## География
Покривайки площ от 22,4 милиона квадратни километра, Съветският съюз е бил най-голямата държава в света. Той е заемал почти една шеста от земята, а размерът му е сравним с този на Северна Америка. Европейската част е заемала една четвърт от територията на страната и е била неин културен и икономически център. Азиатската част (до Тихия океан на изток и до границата с Афганистан на юг) е била много по-малко населена. Дължината на Съветския съюз е над 10 хил. km от изток на запад (през 11 часови зони) и почти 7200 km от север на юг. В страната има пет климатични зони.
Съветският съюз е имал най-дългата държавна граница в света (над 60 хил. km) и е граничил с Норвегия, Финландия, Полша, Чехословакия, Унгария, Румъния, Турция, Иран, Афганистан, Китай, Монголия, Северна Корея, Япония и САЩ, в периода 1945 — 1991 г.
Най-дългата река в Съветския съюз е била Об с Иртиш (5410 km). Най-високата точка е бил връх Комунизъм (7495 m) в Таджикската ССР. СССР е имал достъп до най-голямото езеро в света - Каспийско море (заедно с Иран), а на негова територия се е намирало най-дълбокото и най-голямото сладководно езеро в света – Байкал.

## Състав
Списъкът на съюзните републики на Съветския съюз се променя с времето. В последните години от съществуването си той се състои от 15 съюзни републики. Съветска Русия (РСФСР) е далеч по-голяма от останалите и доминира в почти всяко отношение – площ, население, икономически потенциал и политическо влияние.
Общата площ на Съветския съюз преди началото на неговото разпадане през 1991 г. е над 22,4 млн. кв. км.
В състава на СССР влизат (от 30 декември 1922 г. до 8 декември 1991 г.):
- през 1922 г. (по Договора за образуване на СССР):
  - Руската СФСР,
  - Украинската ССР,
  - Белоруската ССР,
  - Закавказката ССР – до 1936 г. поради нейното закриване и заменяне от нейните съставни републики (Азербайджанската ССР, Арменската ССР, Грузинската ССР);
- през 1925 г.:
  - Туркменската ССР,
  - Узбекската ССР;
- през 1929 г.:
  - Таджикската ССР;
- през 1936 г.:
  - Азербайджанската ССР,
  - Арменската ССР,
  - Грузинската ССР,
  - Казахската ССР,
  - Киргизката ССР;
- през 1940 г.:
  - Карело-финската ССР – до 1956 г. поради нейното преобразуване в автономна република,
  - Молдовската ССР,
  - Латвийската ССР – до признаване на независимостта от СССР на 6 септември 1991 г.,
  - Литовската ССР – до признаване на независимостта от СССР на 6 септември 1991 г.,
  - Естонската ССР – до признаване на независимостта от СССР на 6 септември 1991 г.

## Население
Населението на СССР, по данните от последното преброяване от 12 януари 1989 г., съставлява 286,731 млн. души. Към началото на разпада на Съюза (излизането на Прибалтийските републики от състава на СССР на 6 септември 1991 г.), при среден прираст на населението от 0,9% годишно, то е било към 293,6 млн. души. Съветският съюз се е нареждал сред страните с най-голямо население – на 3-то място (след Китай и Индия) в света.
От населението руснаците са били най-многобройната националност, следвани от украинците, узбеките, беларусите, казахите. Най-голяма част от населението на СССР заемат източните славяни – руснаци, украинци и беларуси, следват тюркски народи (в Средна Азия) – узбеки, казахи, туркмени, киргизи и др. В района на Кавказ живеят азербайджанци, грузинци, арменци и др., в Прибалтика – литовци, латвийци, естонци и карели, a в югозападната част на СССР – и молдовани. Други големи народи, представени в населението на Съветския съюз, са някои националности, дали име на автономна република – татари, чуваши, башкири, мордовци, както и поляците, немците и евреите.
Национален състав според преброяването от 1989 г.
(почернени са националностите, дали име на съюзна република; в курсив са националностите, дали име на друга административна единица – към 1991 г.)
| Националности | 1979 г., хил. д. | 1989 г., хил. д. | 1989 / 1979 г., % |
| ------------- | ---------------- | ---------------- | ----------------- |
| СССР, общо    | 262 085          | 285 743          | 109               |
| Руснаци       | 137 397          | 145 155          | 106               |
| Украинци      | 42 347           | 44 186           | 104               |
| Узбеки        | 12 456           | 16 698           | 134               |
| Беларуси      | 9463             | 10 036           | 106               |
| Казахи        | 6556             | 8136             | 124               |
| Азербайджанци | 5477             | 6770             | 124               |
| Татари        | 6185             | 6649             | 107               |
| Арменци       | 4151             | 4623             | 111               |
| Таджики       | 2898             | 4215             | 145               |
| Грузинци      | 3571             | 3981             | 111               |
| Молдовани     | 2968             | 3352             | 113               |
| Литовци       | 2851             | 3067             | 108               |
| Туркмени      | 2028             | 2729             | 135               |
| Киргизи       | 1906             | 2529             | 133               |
| Немци         | 1936             | 2039             | 105               |
| Чуваши        | 1751             | 1842             | 105               |
| Латвийци      | 1439             | 1459             | 101               |
| Башкири       | 1371             | 1449             | 106               |
| Евреи         | 1762             | 1378             | 76                |
| Мордовци      | 1192             | 1154             | 97                |
| Поляци        | 1151             | 1126             | 98                |
| Естонци       | 1020             | 1027             | 101               |
| Чеченци       | 756              | 957              | 127               |
| Удмурти       | 714              | 747              | 105               |
| Марийци       | 622              | 671              | 108               |
| Аварци        | 483              | 601              | 124               |
| Осетинци      | 542              | 598              | 110               |
| Лезгинци      | 383              | 466              | 122               |
| Каракалпаки   | 303              | 424              | 140               |
| Буряти        | 353              | 421              | 119               |
| Кабардинци    | 322              | 391              | 121               |
| Якути         | 328              | 382              | 116               |
| Даргинци      | 287              | 365              | 127               |
| Коми          | 327              | 345              | 105               |

Българите в СССР наброяват съответно 361 082 и 372 941 души съгласно преброяванията от 17 януари 1979 и 12 януари 1989 г. Според последното преброяване те съставляват 0,13% и са разпределени по съюзни републики (с дял от тяхното население) така: Украинска ССР – 233 800 (0,454%), Молдовска ССР – 88 419 (2,039%), Руска СФСР – 32 785 (0,022%), Казахска ССР – 10 426 (0,063%), Узбекска ССР – 2166 (0,011%), Таджикска ССР – 1072 (0,021%), Грузинска ССР – 971 (0,018%), Туркменска ССР – 910 (0,026%), Белоруска ССР – 813 (0,008%), Киргизка ССР – 607 (0,014%), Латвийска ССР – 420 (0,016%), Азербайджанска ССР – 270 (0,004%), Литовска ССР – 237 (0,017%), Естонска ССР – 262 (0,006%), Арменска ССР – 83 души (0,003%).

## История

### Създаване
На 29 декември 1922 г. е подписан Договор за образуване на СССР, а на следващия ден е одобрен от Първия всесъюзен конгрес на съветите, висш орган на държавната власт по това време. Съюзът на съветските социалистически републики е съставен първоначално от Руската, Закавказката, Украинската и Беларуската съветски социалистически републики.

### Предвоенен период
В началото на 1920-те години, и особено след смъртта на Владимир Ленин, в ръководството на страната започва ожесточена борба за власт. Йосиф Сталин, макар и лишен от ораторския талант на основния си конкурент Лев Троцки, се възползва от възможността за кадрови контрол, произтичаща от поста му на генерален секретар на ЦК на ВКП (б). Успява ловко да компрометира Троцки, да го прогони от СССР и в крайна сметка установява режим на еднолична власт.
Към средата на 1920-те години започва провеждането на „Нова икономическа политика“ (НЕП). Тя включва допускането на значителни либерално-пазарни елементи в икономиката. С нейна помощ бързо е преодоляна разрухата след Първата световна и Гражданската война в Русия.
НЕП-ът се оказва нецелесъобразен за болшевишките стремежи за централизация и усилване на държавната власт. В съзвучие с тези цели са мащабно осъществените от Сталин индустриализация и колективизация, която води до масов глад в страната през 1932 – 33 г. Индустриализацията има за цел достигането на нивото на икономическо развитие в страните – лидери на капиталистическия свят. Според Сталин и теорията му за „социализъм в една отделно взета страна“ това се налага заради вражеското обкръжение на СССР, което изисква създаването на мощна икономика и армия. Огромните средства, вложени в индустриализацията, дават големи резултати, но заявените в 5-годишните планове върхови постижения не са постигнати. Въпреки това се заявява, че постигнатите резултати са епохални. Стига се до недостиг от ресурси за целите на селското стопанство, вече силно пострадало от насилствената колективизация и преразпределението на хранителни продукти за изхранване на градовете и износ.
Комунистическата партия напълно подчинява държавните структури. В страната е създадена тоталитарна, строго централизирана обществена система, целта на която е бърза икономическа модернизация на страната на социалистическа основа и поддръжка на революционното движение в други страни. За тази цел Ленин създава Комунистическия интернационал в Москва през 1919 г. Всяко социално надигане по света се разглежда като част от цялостна система на революционизиране на масите по света.
Масовите политически репресии, особено след 1934 г., засягат всички слоеве на обществото. Техни жертви стават непманите, кулаците, свързаните с бялото движение, интелигенцията, много обикновени работници и селяни, дори деца, както и хора от различни малцинства (поляци и германци). На практика е унищожена и „старата гвардия“ – болшевиките, осъществили революцията и ръководили държавата през първите години. Комисията на Президиума на ЦК КПСС, образувана на 31 декември 1955 г. за подготовката на 20 конгрес на КПСС, прави следните изводи: „През 1937 – 1938 г. са репресирани повече от 1,5 млн. съветски и партийни ръководители, от тях 680 хил. са разстреляни. От 139 члена и кандидат-члена на ЦК са разстреляни 89 души. От 1966 делегата на VII конгрес са репресирани 1108 души, от тях разстреляни 848 души.“
В края на 1930-те настъпват резки промени във външната политика на СССР, смяна на курса на колективната сигурност. През 1939 г. са сключени съветско-германски договори (в това число и Пакт Рибентроп-Молотов), с които Нацистка Германия и СССР си поделят сферите на влияние в Европа. Така в началото на Втората световна война в състава на СССР са включени Западна Украйна и Западен Беларус, а през 1940 – и Прибалтика, Бесарабия (Молдова) и Северна Буковина.
След започнатата от СССР Съветско-финска война (30 ноември 1939 – 12 март 1940), която нанася силен удар по неговия международен авторитет, Съветският съюз е изключен от ОН.

### Втора световна война
През юни 1941 г. Нацистка Германия напада Съветския съюз (виж операция Барбароса). Неочакваното нападение причинява големи загуби и страдания на съветските народи, в резултат на която умират десетки милиони души, разрушени са хиляди градове и села, унищожено е селското стопанство, икономиката, разграбени са множество културни ценности от окупираните територии.
По време на войната съветското правителство провежда масови насилствени депортации на цели народи – балкарци, ингуши, чеченци, калмики, кримски татари, карачаевци, понтийски гърци, кримски и таврийски българи, руски немци и други.
През октомври 1944 г. е анексирана и включена в състава на СССР Тувинската народна република. През пролетта на 1945 г. Червената армия води последни сражния с Вермахта и в крайна сметка Нацистка Германия подписва „Акта за безусловната си капитулация“.

### Следвоенен период
След победата във войната, на основание на договореностите на участниците в Антихитлеристката коалиция, територията на СССР е разширена след присъединяването на Южен Сахалин, Курилските острови, района Петсамо (Печенга), Клайпеда, Кьонигсберг (Калининградска област), Закарпатска Украйна.
Червената армия спомага за установяване на комунистически правителства в Източна Европа, които прокарват просъветска политика. През втората половина на 1940-те Сталин укрепва тези правителства. Неговата цел е тези държави да бъдат буферна зона между СССР и западните страни, опасявайки се от западна интервенция или инвазия, каквито Русия е виждала преди.
В следвоенния период в страната дълго се възстановяват разрушената инфраструктура и икономика.
Следвоенните гонения продължават („Борба срещу космополитизма“, „Ленинградското дело“ и др.), които секват едва след смъртта на Сталин. От съюзнически отношения със Западните страни двете системи – капиталистическа и социалистическа, преминават към Студената война и започват надпревара във въоръжаването и космическите програми.
На XX конгрес на КПСС (1956) Никита Хрушчов на закрито заседание прочита доклада „За култа към личността и неговите последствия“ на Сталин.
Концентрацията на научни и производителни сили, на материални средства в отделните направления на науката и техниката позволява да се осъществят значителни достижения: създадена е първата в света атомна електроцентрала (1954), пуснат е първият изкуствен спътник на Земята „Спутник-1“ (1957), първият космически кораб с летец космонавт (1961); разширяват се международните връзки на СССР, намалява заплахата от ядрена война – подписан е Договорът за забрана на изпитанията на ядрено оръжие (1963) и др.
Едновременно с първоначално успешните опити за икономически реформи съветските държавници се опитват да съхранят тоталитарната партийно-държавна система, издигната е цел за изграждането на единен съветски народ, изразяваща се в потискане на националните различия на народите за сметка на русифицирането им. Националните проблеми, породени от волунтаристично определените граници между републиките и преселването на цели народности, не са решени, а към властта се присъединяват повече консервативни сили. Именно по онова време Никита Хрушчов обявява, че СССР ще завърши прехода към комунизъм до 1980 г.
През 1964 г. начело на партията и държавата застава Леонид Брежнев. Той прекъсва умерената либерализация, започнала при управлението на Хрушчов, и увеличава политическите репресии. Същевременно икономическите реформи, предприети по инициатива на Алексей Косигин, са забавени или спрени и са пренебрегнати препоръките на съветските икономисти за промени в организацията на плановата икономика. Дългото 18-годишно управление на Брежнев довежда до период на застой в икономическото и държавно развитие на СССР.

### Перестройка и разпад
От 1985 г. Михаил Горбачов и неговите съмишленици започват политика на реформи, придобила по-късно названието перестройка, която повишава рязко политическата активност на народа – сформират се масови, а също така и национални движения и организации. Опитите за реформиране на съветската система довежда до задълбочаване на кризата в страната. Потисканите с години нерешени национални проблеми набират сила. Външният дълг надминава 100% от БВП, бюджетният дефицит става двуцифрен, а външни източници за кредитиране практически няма. Една след друга съветските републики започват да приемат декларации за суверенитет. На териториите на републиките започват да избухват етнически конфликти, които централната съветска власт временно потушава чрез изпращане на въоръжени подразделения.
Група държавни и партийни дейци, под лозунга за съхраняване на единството на страната и възстановяване на твърдия партийно-държавен контрол над всички сфери от живота, предприемат опит за държавен преврат на 19 август 1991 г. (Августовски пуч), но не получават нужната поддръжка от народа. Този неуспешен опит за преврат довежда до задълбочаване на противоречията между съветските републики и ускорява разпада на СССР.
На 8 декември 1991 г. ръководителите на Русия, Беларус и Украйна обявяват прекратяването на Съюзния договор на СССР след тайна среща в Беловежката гора на бъдещите си президенти Борис Елцин, Станислав Шушкевич и Леонид Кравчук. С разпадането на СССР се подписва „Споразумение за създаване на ОНД“ (8 декември 1991, Минск). Азербайджан, Армения, Беларус, Казахстан, Киргизстан, Молдова, Русия, Таджикистан, Туркменистан, Узбекистан, Украйна се присъединяват към общността с декларация (21 декември 1991, Алма Ата), в която заявяват съпричастност към целите и принципите от „Споразумението за създаване на ОНД“.
Разпадането на Съветския съюз довежда до радикални изменения на световната политическа карта, край на Студената война и изчезване на двуполюсния геополитически модел, основаващ се на баланса на силите на двете свръхдържави – СССР и САЩ.

## Държавно устройство
В състава на СССР влизат 15 републики, като най-голяма е Руската съветска федеративна социалистическа република. Всяка от тях има свое самоуправление – конституция, върховен съвет (парламент), правителство и т.н., а Украинска и Беларуска ССР след 45-та година даже са представени в ООН. От тези републики само РСФСР няма свои академия на науките, КГБ, комунистическа партия и други институции.

## Поземлено законодателство
Нормите на поземленото законодателство на СССР установяват правото на изключителна собственост на държавата върху земя. Съгласно Закона на СССР от 13 декември 1968 г. № 3401 VII за утвърждаване на основите на поземленото законодателство на СССР и съюзните републики, член 8, Безплатно ползване на земята: колективни ферми, държавни ферми, други държавни, на кооперативни, обществени предприятия, организации, институции и граждани на СССР земята се предоставя безплатно за ползване. Държавата дарява земи в близост до градове и населени места на организации и предприятия за безплатното им прехвърляне на работниците.

## Права на човека
Правата на човека в СССР са комплекс от въпроси за прилагането на правата на човека (основни свободи и възможности в икономическата, социалната, политическата и културната сфера) в СССР. Повечето от тези въпроси са уредени от конституциите на СССР (например Конституцията на СССР от 1977 г.), както и от конституциите, наказателните и гражданските кодекси на съюзните републики (например Наказателния кодекс на РСФСР и Гражданския кодекс на РСФСР).
СССР е критикуван от западните страни за нарушения на правата на човека, включително тези, залегнали в международни документи, подписани от Съветския съюз.

## Здравеопазване
В СССР мрежата от изследователски институции в областта на медицината, лечебни заведения за възрастни и деца, здравни курорти, санаториуми и домове за почивка е широко разпространена. Медицинската помощ в СССР се е предоставяла безплатно, което е осигурявало достъпността ѝ за цялото население на страната. До средата на 70-те години в РСФСР е постигната най-високата продължителност на живота в историята на Русия: 64,9 за мъжете и 74,5 години за жените.

## Въоръжени сили
Със създаването на СССР през 1922 г. се полагат основите на съюзната Червена армия, в която са включени болшевишките военни части от гражданската война.
През 1930-те години едновременно с широкомащабно въоръжаване се провежда и чистка сред военните кадри, която сериозно повлиява върху боеспособността на армията по време на Зимната война и в началните етапи на Втората световна война. Доктрината на Михаил Тухачевски и Владимир Триандафилов за „дълбоки операции“ е усвоена през 1936 г. от Червената армия, като в съгласие с нея започва производство в огромни количества на танкове, изтребители, бомбардировачи и артилерия. Още през 1932 г. СССР вече е сформирал първите в света бронетанкови части на редовна служба – 11-и и 45-и механизирани корпуси.
Към 1941 г. е обявено, че 29-те механизирани корпуса на Червената армия разполагат с почти 30 000 танка, които обаче впоследствие се оказват с нулева стойност на бойното поле. В действителност броят на танковете е бил 17 000, от които голяма част са били с остаряла концепция от 1920-те години и без резервни части за поддръжка, вследствие на което 3/4 от тях не са били годни за употреба през 1941 г. В допълнение заради избързаното въоръжаване и механизация танковите части в страната са били с лоша комуникация помежду си, образувайки рехав и зле организиран фронт, неспособен да действа единно върху огромните територии на СССР. Това е една от основните причини за големи загуби на СССР при нападението на Германия през 1941 г.
Към края на 1942 г. страната успява да се стабилизира от изненадващото германско нападение с цената на огромни усилия и благодарение на свръхцентрализираната обществена система. След бърза реорганизация и превъоръжаване Червената армия успява да премине в контранастъпление. Впоследствие тя изиграва решаващата роля в победата над Нацистка Германия през войната, побеждавайки 80% от германските въоръжени сили (вкл. Вафен-СС).
По време на войната СССР дава 8 668 400 военни жертви, 12 700 000 цивилно население и 555 400 загинали от болести. От руски източници се твърди, че над 80% от жертвите на СССР във втората световна война са били от руски произход. За сравнение, загиналите на Източния фронт немски войници са 3 604 800. И двете страни губят и голям брой войници в плен – 3 от общо 6 милиона руски военнопленници умират в германски лагери, докато 300 000 от общо 3 милиона пленени германци умират в съветски лагери.
След края на войната започва демобилизация, в резултат на която числеността на Червената армия е намалена от 11,3 до 2,8 милиона редовни военнослужещи. Броят на военните окръзи е намален от 33 на 21, а през 1960-те години – до 16, които остават толкова на брой до разпадането на СССР.
През 1980-те години Съветската армия има численост от около 5,3 милиона души, поддържана с 2-годишна наборна служба. Сухопътните войски се разделят на 210 дивизии, от които 3/4 са мотострелкови, а останалите – танкови. Не всички дивизии са били в постоянна бойна готовност – нивото им на активност се е определяло по тристепенна скала. От ниво „А“ са военните части в постоянна бойна готовност – около 40% от общия състав, 50% са от ниво „Б“ – в бойна готовност до 72 часа, а 10% са от ниво „В“ – способни да бъдат приведени в бойна готовност до 2 мес.
През 1955 г. е създадена военната организация на Организацията на Варшавския договор, след което въоръжените сили на източноевропейските съюзници на СССР се реорганизират по съветски модел.
До 1992 г. в СССР съществуват 6 вида въоръжени сили, подредени според приоритета им по време на война – Стратегически ракетни войски, Сухопътни войски, Военновъздушни сили и ПВО, Военноморски флот, Гранични войски и Войски за гражданска защита. Към 1989 г. СССР разполага с най-големия ядрен арсенал в света – около 45 000 ядрени бойни глави, както и с огромно количество оръжия: 55 000 танка, 70 000 бронетранспортьора, 24 000 БМП, 3500 БРДМ, 33 000 единици буксируема артилерия, 9000 единици самоходна артилерия, 8000 единици ракетна артилерия, 4960 самоходни зенитно-ракетни комплекса, 12 000 единици противовъздушна артилерия, 4300 бойни вертолета, 10 000 летателни апарата само във ВВС (от които 205 стратегически бомбардировача и над 3000 изтребителя), 620 транспортни, разузнавателни, цистерни и учебни самолета и вертолета, 203 подводници, 2 атомни ракетни крайцера, стотици по-малки фрегати, корвети и други съдове. След разпада на СССР, около 91% от военната техника минава в ръцете на Руската Федерация.

## Териториално делене на СССР
Държавата е изградена като национална федерация и заради това не са създавани териториални федерални единици въпреки огромните й размери, за разлика от по-малки държави гиганти като Канада, САЩ, Бразилия, Австралия и други. В периодът 1956 – 1991 г. Съветският съюз се е състоял от 15 съветски социалистически републики (ССР):
1. Арменска ССР
2. Азербайджанска ССР
3. Белоруска ССР
4. Естонска ССР
5. Грузинска ССР
6. Казахска ССР
7. Киргизка ССР
8. Латвийска ССР
9. Литовска ССР
10. Молдовска ССР
11. Руска СФСР
12. Таджикска ССР
13. Туркменска ССР
14. Украинска ССР
15. Узбекска ССР

РСФСР е единствената многонационална република. Повечето републики (без Латвийската, Литовската, Естонската, Молдовската и Арменската ССР) се делят на области.
В състава на някои съюзни републики (Руска СФСР, Грузинска ССР, Азербайджанска ССР, Узбекска ССР и Таджикска ССР) влизат автономни съветски социалистически републики (АССР) и автономни области. В състава на РСФСР влизат също краеве (а в тях – автономни области); в състава на областите и краевете на РСФСР влизат и национални автономни окръзи.
Всички административно-териториални единици се делят на райони и градове на областно, краево и републиканско подчинение.

## Икономика
След смъртта на Ленин през 1924 г. икономическите реформи на Сталин (насочени към пълно одържавяване на средствата за производство) превръщат Съветския съюз в първата държава в света с планова икономика. Нейни отличителни черти са също колхозите (кооперативни стопанства) и совхозите (държавни стопанства) в селското стопанство, 5-годишните икономически планове, очертаващи държавното икономическо планиране (Госплан).
Благодарение на строгия държавен контрол, СССР, в рамките на съществуването си, се превръща, от една от най-бедните селскостопански европейски държави, във втората (след САЩ) икономика в света и става втора по обем на тежката промишленост. Първоначално индустриализацията е стимулирана от подготовката за война, дължаща се най-вече на недоверието към капиталистическия свят.
Държавният апарат осигурява на гражданите работа и безплатно всички най-необходими услуги, като тези в здравеопазването и образованието. В резултат на това СССР успява до самия си край да поддържа приемлив стандарт на живот за населението, макар и под нивото на развитите капиталистически държави.
Ръководно място в съветската планова икономика има Държавната комисия по планиране – Госплан. Нейна основна задача е провеждането на инвестиционна политика, която да развие хармонично икономиката на държавата – в основата на тази икономика е тежката индустрия, енергетиката и селското стопанство, на базата на които се развива лека и хранително-вкусова промишленост. Комисията по планирането отговаря и за разпределението на ресурсите и определя количествата стоки и услуги, които трябва да бъдат произведени в рамките на 5-годишния план, за да бъдат задоволени нуждите на обществото. Изцяло държавната собственост върху предприятията и стопанствата означава, че цялата икономическа политика се разработва от Госплан. При производството се акцентира основно на функционалността и не се обръща достатъчно внимание на естетичния вид, в който дадената стока се предлага на потребителите в търговската мрежа. Това е една особеност на социалистическата планова икономика. Друга особеност е, че тя не е свързана с крайно интензивно вътрешно потребление, каквото е при капиталистическата пазарна икономика. Това се дължи на възпитанието и образованието на гражданите, което в голяма степен отхвърля ненужното консуматорство. От гледна точка на капиталистическите анализатори, това предопределя застой на пазара. Този застой е следствие от различните цели, които си поставят капиталистическия и социалистическия пазари – докато капиталистическия пазар съществува и функционира с основна задача максимизиране печалбата за капиталистите, то основната задача на социалистическия пазар е осигуряването на необходимите стоки и услуги на населението, като печалбата не просто остава на заден план, а дори понякога е пожертвана, в интерес на гражданите. Това предпоставяне интересите на народа на първо място довежда до относително по-слаб вътрешен пазар и, в някои случаи, недостиг в държавните приходи, което от своя страна налага преразпределяне на средствата в инвестиционната политика. В допълнение, желанието за бърз икономически растеж, несъобразено с възможностите на държавата за инвестиции, води до неизпълнение на икономическите планове (по непотвърдени сведения от западни източници
Въпреки това разработването на нови технологии на планов, а не на пазарен принцип – т.е. с осигуряване на крупни ресурси чрез силната им централизация, е причината с по-малка икономическа база СССР да достига (а в понякога дори да задминава) САЩ и другите западни капиталистически държави във военно отношение, както и в някои научни области към 1980-те години
Причините за относителното изоставане на съветската икономика в по-късните години на социалистическото развитие имат комплексен характер. От една страна, планират се нереалистично високи темпове за развитие, с оглед възможностите за инвестиране и производство. От друга страна, съветската икономика поема почти напълно военното производство за целия социалистически лагер, при това другите социалистически страни го купуват на занижени, а не на пазарни цени. В допълнение, всички суровини, които останалите социалистически страни получават от СССР, също са на занижени цени спрямо пазарните. Отделно от това, идеологическата и експертна подготовка на новите кадри, които влизат управлението и на централно, и на местно ниво, е занижена. Така става възможно хора, търсещи единствено кариерно израстване, да заемат позиции за експерти или политици в икономическите и политическите структури. Това влошава работата на самия управленски апарат и като цяло на държавата. Следствие на всичко това е занижаване на ефективността на икономиката, погрешно планиране, водещо понякога до свръхпроизводство, а друг път до дефицит. По този начин съветската икономика започва прогресивно да се изтощава и все по-често се оказва недостатъчно способна да задоволява голяма част от нуждите на съветските граждани.

## Култура
Съветската култура и начин на живот се влияят от доктрината на комунизма и основните му ценности са наследени именно от там. Изключително голямо внимание се обръща на труда, производството и доброволческата работа, които са задължение за обществото. Ленин и Сталин се почитат като идоли, но почитта към втория е спряна след неговата смърт, докато Владимир Ленин остава централна личност в атеистичното общество на СССР и подвластните му държави. Червеният цвят, петолъчката и сърпът с чук се превръщат в емблеми на социализма и затова са често срещани.
В комунистическото изкуство се появява образът на работник и работничка, чиито образи могат да бъдат наблюдавани и днес. Съществуват много военни песни и маршове, които възпяват работничеството и труда. Това се е правело с цел стимулиране на производителността, за да може да се овладее огромната територия на най-голямата държава в света. Изграждат се множество пътища и железопътни линии, които символизират този идеал
Съветските ордени и наградите за градове-герои се превръщат в символ на военната култура в Съветския съюз, понеже се е обръщало огромно внимание на военното надмощие поради Студената война. В СССР празнуват Деня на победата по изключително пищен начин с военни паради, изпълнение на националния химн и заря, която се изстрелва пред Кремъл и се наблюдава от съветските лидери, които стоят прави на трибуна, изградена върху балкон на Мавзолея на Ленин.

## Спорт
След Втората световна война Съветският съюз се опитва да подобри международния си имидж посредством успехи в спорта. Програмата за постигане на спортни успехи включва систематичното избиране на таланти и освобождаването им от работа, така че да имат време за повече тренировки. Първоначално биват стимулирани малко разпространени спортове, изискващи много добра дисциплина като художествена гимнастика, бързо пързаляне с кънки и ски бягане, така че да могат да бъдат постигнати бързи успехи. През 1956 г. съветите за първи път задминават водещите тогава американци на олимпийските игри. През 1956 г. съветите участват за първи път на зимни олимпийски игри и печелят най-много медали. През 1959 г. е съставен седемгодишен план за постигане на доминация в световния спорт, спрямо който активните спортисти трябва да станат двойно повече от тогавашните 19,5 млн. и е постигнато увеличение от 5,5 млн. Целта от 50 златни медали на олимпийските игри в Токио през 1964 г. не е постигната; вместо това съветите печелят 30 златни медала. В този период печелят златния медал в световните първенства по биатлон три пъти. В средата на 1960-те спортните успехи намаляват поради застаряването на представляващите страната спортисти. На олимпиадата в Токио средната възраст на състезателите е 27,3 години спрямо 22 на западноевропейските атлети.
През 1976 г. в СССР има 93 000 състезатели по бързо пързаляне с кънки.